# 沖野修也
沖野 修也（おきの しゅうや、1967年2月21日 - ）は、日本のDJ、プロデューサー、ライター。
実弟・沖野好洋との兄弟DJユニット「Kyoto Jazz Massive」としても知られる。東京都渋谷にある老舗クラブ「THE ROOM」のプロデューサーでもある。既婚。

## 略歴
京都府宇治市に生まれる。1989年 龍谷大学文学部文学科英文学専攻を卒業。
1991年、実弟・沖野好洋との兄弟DJユニット「Kyoto Jazz Massive」を結成する。1993年、マネージャーを務めていたMONDO GROSSOのデビューを機に上京する。また、東京都渋谷にある「THE ROOM」を開店させる。
1994年4月21日、Kyoto Jazz Massiveとしての1stアルバム『KYOTO JAZZ MASSIVE』を発売する。2000年、ヨーロッパ20カ国で30本のツアーを成功させる。
2003年、クラブジャズ・クロスオーバーの祭典を「Tokyo Crossover/Jazz Festival」を開催する。
2006年12月6日、1stアルバム『UNITED LEGENDS』を発売する。2008年、結婚する。
2011年7月13日、2ndアルバム『Destiny』を発売する。2012年9月12日、自身が主演、監督、脚本の架空の映画のサウンドトラック『BLACK FINGER ~QUEEN NEVER DIES』を発売する。

## ディスコグラフィ

### シングル

#### Kyoto Jazz Massive名義
- 『Mind Expansions e.p.』 （2002年9月4日）

### アルバム
- 『UNITED LEGENDS』(Geneon)（2006年12月6日）
- 『Destiny』(Village Again) （2011年7月13日）

#### リミックスアルバム
- SLEEP WALKERと共作, 『UNITED LEGENDS replayed by SLEEP WALKER』(Geneon)（2007年10月）
- 『UNITED LEGENDS MORE REMIXES』(Geneon)（2008年9月）
- ROOT SOUL（＝池田憲一）と共演, 『DESTINY replayed by ROOT SOUL』(Village again)（2014年1月）

#### Kyoto Jazz Massive名義
- 『SPIRIT OF THE SUN』(Compost Records)（2002年9月）

#### Kyoto Jazz Sextet名義
- 『MISSION』(Blue Note Records)（2015年4月）
- 『UNITY』(Blue Note Records)（2017年6月）
- 『SUCCESSION』(Blue Note Records)（2022年4月）※KYOTO JAZZ SEXTET feat.森山威男名義

### コンピレーション
- Kyoto Jazz Massive名義, 『KYOTO JAZZ MASSIVE』(For Life)（1994年4月）
- Kyoto Jazz Massive名義, 『Fueled for the Future』 (Sony)（2000年11月）
- Kyoto Jazz Massive名義, 『Crossbreed - A Collection Of Futuristic Fusion』(For Life)（2000年12月）
- Kyoto Jazz Massive名義, 『Crossbreed 2 -A collection of futuristic fusion』(For Life)（2001年8月）
- 『SOFA』(KSR)（2002年3月）
- Kyoto Jazz Massive名義, 『Shibuya Jazz Classics - Kyoto Jazz Massive Collection』(Solid Records)（2002年8月）
- Kyoto Jazz Massive名義,  〈10th Anniversary〉シリーズ (Quality!)（2004年～2005年）
  - 『RE KJM』（2004年11月）
  - 『FOR KJM』（2004年11月）
  - 『BY KJM』（2005年3月）
- Kyoto Jazz Massive名義, 『スペルバインダー』- SPELL-BINDER (Impulse!)（1992年制作、2005年10月再発）
- Kyoto Jazz Massive名義, 〈KYOTO JAZZ CLASSICS〉シリーズ (King Records)（2005年～2006年）
  - 『DAZZLING BLUE』（2005年9月）（Blue Noteから選出）
  - 『SUCCESSION OF SPIRIT』（2005年10月）（Impulse!から選出）
  - 『MYSTERIOUS VIBES』（2005年11月）（Fantasyから選出）
  - 『DAY DREAM』（2006年9月）（Nimbus Westから選出）
  - 『STAR BORNE』（2006年10月）（CTIおよびKUDUから選出）
- Kyoto Jazz Massive名義, 『10th Anniversary』(Compost Records)（2006年5月）
- Kyoto Jazz Massive名義, 『ESSENCE OF ESPECIAL』(Especial Records, Universal)（2006年6月）
- 『RESONA ～ Tokyo Midtown ～ MUSIC FOR DESIGN BANK』(Rambling)（2007年8月）（りそな銀行 Tokyo Midtown支店の音楽デザイン関連作品）
- 『The Room Weekender 15th anniversary special edition : compiled & mixed by Shuya Okino』(PONY CANYON)（2007年9月）
- 『QUALITY COVERS』(Extra Freedom)（2008年11月）（HMV限定）
- 『PIRAHNAHEAD WORKES』(CCRE)（2009年1月）
- 『Music for Narita Airport』(Rambling)（2009年8月）（成田空港のBGM関連作品）
- 『The Beetle Presents TOKYO CROSSOVER NIGHT』(Village Again)（2011年11月）（「Tokyo Crossover/Jazz Festival 2011」関連作品）
- 『Tokyo Marathon Music Presents Tokyo Night Run』(Tokyo Marathon Music, Warner Music)（2011年12月）（東京マラソン公式レーベル作品）
- 『TOKYO CROSSOVER NIGHT 2012』(Village Again, Extra Freedom)（2012年9月）（「Tokyo Crossover/Jazz Festival 2012」関連作品）
- Kyoto Jazz Massive名義, 『Abstract Jazz Journey』(King Street Sounds, Village Again)（2013年10月）
- 『TOKYO CROSSOVER NIGHT 2014』(SELECTIVE RECORDS)（2014年10月）（「Tokyo Crossover/Jazz Festival 2014」関連作品）

### サウンドトラック
- 『BLACK FINGER: LICENSE TO DIG』(Village again)（2006年2月）
- 『BLACK FINGER: FROM SHIBUYA WITH LOVE』(Village again)（2007年7月）
- 『BLACK FINGER: QUEEN NEVER DIES』(DOMO)（2012年9月）

### 書籍等
- 沖野修也責任編集のフリー・ペーパー『Quality!』（2001年～2003年）
- 『DJ選曲術 : 何を考えながらDJは曲を選び、そしてつないでいるのか?』リットーミュージック（2005年10月）
- 『クラブ・ジャズ入門』リットーミュージック〈GROOVE〉（2007年10月）
- 『Gフィルター思考で解を導く : ビジネスで勝つための情報戦略~』フォレスト出版（2011年4月）
- 『職業、DJ、25年 : 沖野修也自伝』DU BOOKS（2015年1月）

## 出演
- 『ザキ神っ! 〜ザキヤマさんとゆかいな仲間たち〜』　（2011年8月26日放送）